# Karolina Kominek
Karolina Kominek-Skuratowicz (ur. 27 kwietnia 1986 w Starachowicach) – polska aktorka teatralna, telewizyjna i filmowa. Absolwentka II Liceum Ogólnokształcącego w Starachowicach i PWST w Krakowie (2008). Artystka związana jest z krakowskim Teatrem im. Juliusza Słowackiego, współpracuje także z Operą Krakowską i Teatrem STU.

## Życiorys
Jako 19–letnia studentka I roku PWST zadebiutowała główną rolą polskiej patriotki Danuty Inki Siedzikówny w spektaklu TV Inka 1946 (Scena Faktu) w reżyserii Natalii Korynckiej-Gruz (2006). Bijący rekordy oglądalności spektakl przyniósł jej ogromną popularność i uznanie krytyki.
Bardzo naturalnie odegrała postać głównej bohaterki maltretowanej i zamordowanej przez UB. Jej Inka, to delikatna, krucha i bezbronna dziewczyna, która w najtrudniejszych sytuacjach potrafiła zachować przyzwoitość, bo taką zasadę wyniosła z domu rodzinnego. Nie ma w tej roli żadnego fałszywego tonu.
Reżyser Koryncka-Gruz podkreśla walory osobowościowe aktorki – godność, uduchowienie, dzięki którym teatralna „Inka” jest bardzo wiarygodna i autentyczna.
Główną rolę zagrała także m.in. w Proroku Miłosierdzia (PWST w Krakowie, reż. Agnieszka Mandat i Mieczysław Grąbka, reż. filmowa Stanisław Zajączkowski, 2006). Poza tym wystąpiła w spektaklach TV w reż. Dariusza Gajewskiego (Kobieta z przeszłości, 2006) i Piotra Trzaskalskiego (Wróg ludu, 2008).
Od 2007 aktorka związana jest na stałe z Teatrem im. Juliusza Słowackiego w Krakowie, gdzie była  m.in. asystentką reżysera Artura Tyszkiewicza przy spektaklu Drakula, w którym zagrała postać Lucy (2008). Zagrała także główną rolę Alison Porter w spektaklu Magdaleny Piekorz Miłość i gniew według Johna Osborne’a (2009).
Trzykrotnie pierwszoplanowe role zagrała w fabularnych filmach artysty i reżysera Wilhelma Sasnala: krótkometrażowym The Magotts (2007) i pełnometrażowych Świniopasie (2008) i Love Supreme (2010).
Kominek pełni w filmowym świecie Sasnala bardzo ważną rolę. W zagadkowym „Świniopasie” aktorka funkcjonuje jako ożywiona instalacja. Jest swego rodzajem medium zakreślającym granice estetycznego przyzwolenia widza.
U boku Aleksandra Domogarowa zagrała także główną rolę kobiecą w superprodukcji polsko–słowacko–czesko–węgierskiej Latający Cyprian (premiera 2010).

## Teatr
- 2002: Chory z urojenia Moliera (reż. Giovanni Pampiglione) – Ludwisia
- 2005: Prorok Miłosierdzia (reż. Agnieszka Mandat, Mieczysław Grąbka) – Faustyna Kowalska
- 2007: Wesele Stanisława Wyspiańskiego (reż. Geza Bodolay) – Haneczka
- 2007: Całe życie głupi Macieja Wojtyszko (reż. Maciej Wojtyszko) – Janina, córka Bałuckiego
- 2007: Pastorałka w Operze Krakowskiej (reż. Laco Adamík) – Ewa
- 2008: Frank V. Komedia bankierska Friedricha Dürrenmatta (reż. Krzysztof Babicki) – Franciszka
- 2008: Drakula Brama Stokera (reż. Artur Tyszkiewicz) – Lucy
- 2008: Dobry człowiek z Seczuanu Bertolda Brechta (reż. Paweł Miśkiewicz) – Szen Te III
- 2009: Wariacje Tischnerowskie Artura Więcka w Teatrze STU
- 2009: Miłość i gniew Johna Osborna (reż. Magdalena Piekorz) – Alison Porter
- 2010: Krzyżacy, czyli teatr w kryzysie Anny R. Burzyńskiej (reż. Krzysztofa Orzechowskiego)

## Teatr Telewizji
- 2006: Inka 1946 (reż. Natalia Koryncka-Gruz) – Inka (Danuta Siedzikówna)
- 2006: Kobieta z przeszłości (reż. Dariusz Gajewski) – Tina
- 2008: Wróg ludu (reż. Piotr Trzaskalski) – Petra
- 2013: Pamiętnik pani Hanki (reż. Borys Lankosz) – Leni

## Filmografia
- 2006: Z dystansu (etiuda szkolna)
- 2007: Faceci do wzięcia – Marta (odc. 41)
- 2008: Na dobre i na złe – Sylwia Bochenek (odc. 343)
- 2009: I Love You So Much (film krótkometrażowy) – Ewa
- 2009: Naznaczony – florecistka Iza Lisowska (odc. 8)
- 2011: 2 kolacje, zabawa i sen (film krótkometrażowy)
- 2011–2012: Barwy szczęścia – Sandra, uczestniczka zajęć w fitness–clubie Kasi (odc. 690, 704, 707, 711–712, 714)
- 2011: Układ warszawski – analityk Kasia (odc. 1–2)
- 2011: Wymyk – Klara
- 2011: Latający mnich i tajemnica Da Vinci – Barbara
- 2012–2013: Wszystko przed nami – Iza Podleska, była dziewczyna Wojtka
- 2012: Lekarze – Irena (odc. 12)
- 2012: Paradoks – Agnieszka Piotrowska (odc. 1)
- 2012: Przepis na życie – kobieta z dzieckiem w kawiarni (odc. 30, 33, 37)
- 2013: Wszystkie kobiety Mateusza – Agata Wójcicka
- 2013: Bez tajemnic – Dagmara, pacjentka Tomasz (sezon 3, odc. 15, 25, 30, 35)
- 2013: Częstotliwość drgań (film krótkometrażowy) – Natalia
- 2013: Głęboka woda – Aleksandra, siostra Filipa (sezon 2, odc. 11)
- 2013: Komisarz Alex – Anna Małek (odc. 48)
- 2013–2015: Prawo Agaty – mecenas Justyna Winogradzka
- 2014: Karuzela – Magda
- 2015: Na Wspólnej – Sylwia Majchrzak, kursantka na kursie prawa jazdy (odc. 2079, 2083, 2085–2087)
- 2015: Prokurator – Dagmara Roztocka (odc. 2)
- 2015: Uwikłani – Monika Malak, żona Janusza (odc. pt. Janusz. Dramat ojca)
- 2015: Web Therapy (serial internetowy) – Hania, partnerka Jeremiego (odc. 2)
- 2015: Zbrodnia – Ewa Kawka, kochanka Brzozowskiego
- 2016: Historia Roja (film) – Marta Burkacka
- 2016: O mnie się nie martw – ciężarna (odc. 55)
- 2016: Strażacy – Monika Horn, żona Sebastiana (odc. 16)
- 2016: Sługi boże – Wanda Kamińska
- 2017: Photon – dziennikarka
- 2017: Ojciec Mateusz – Agata Walczak, córka Zaremby (odc. 215)
- 2017: Historia Roja (serial telewizyjny) – Marta Burkacka (odc. 4–5)
- 2018: Korona królów – Oda, dwórka królowej Adelajdy
- 2019: Legiony – Szczerbińska
- 2019: Echo serca – Małgorzata, była żona Jana (odc. 17–20, 22)
- 2019: Barwy szczęścia – Mirka Bednarek, żona Alojzego (odc. 2050)
- 2020: O mnie się nie martw – Iwona (odc. 147)
- 2020: Fisheye – Zofia
- 2020: Banksterzy – dłużniczka
- 2021: Usta usta – Joanna, żona Dominika
- 2021: Receptura – lekarka (odc. 2)
- 2022: Stulecie Winnych – internowana Stefa Tytoń
- 2023: Zatoka szpiegów – Greta Kessler
- 2023: Gdzie diabeł nie może, tam baby pośle 2 – żona klienta komisu
- 2024: Komisarz Alex – weterynarz (odc. 269)
- 2024: Czarne stokrotki – Lena
- 2024: Szadź 4 – doktor Judyta
- 2024: Matki pingwinów – matka Basi
- 2024: Treasure – sprzedawczyni

## Dubbing
- 2011: Sala samobójców – Kreska